# Anacardium excelsum
Anacardium excelsum, caracolí, el mijuguo de Venezuela, mijao, "carnanzuelo", "espavé" o espavel (sin. Anacardium rhinocarpus) es una especie botánica de árboles americanos de la zona intertropical de la familia de las Anacardiaceae.
El árbol es común en los bosques secos de hoja ancha tropicales y subtropicales de las cuencas hidrográficas del Pacífico y el Atlántico de América Central y del Sur, y se extiende hacia el norte hasta Guatemala y hacia el sur hasta Ecuador.

## Hábitat
Es común en áreas de suelos profundos de origen aluvial, bien sean de sabanas o de selva, específicamente en los bordes de la misma, ya que en su interior carecería del sol necesario para crecer.  Árbol de 20 a 40 m de alto. Copa redondeada y con follaje denso. Tronco recto y cilíndrico. Distribuido desde Ecuador y las Guyanas, toda la parte norte de América del Sur hasta Honduras. Algunos de los árboles de edad muy avanzada ocasionalmente tienen el tronco hueco y raíces superficiales y extendidas en la base. Corteza exterior gris o negra, laminar, a veces con fisuras verticales profundas. Corteza interior roja o rosada y con líneas o bandas verticales blancas. El desprendimiento de ramas o heridas en el tronco producen un exudado resinoso y aromático, el cual se torna rojo o negro con el transcurrir del tiempo. Hojas simples y alternas, agrupadas en los extremos terminales de las ramitas, de 10 a 35 cm de largo y de 4 a 12 cm de ancho, obovadas, con ápice redondeado, emarginado o agudo, bordes enteros y base decurrente. Pecíolos de 0.5 a 2 cm de largo, aplanados en la parte superior y pulvinados en la base. Flores verdes o amarillentas. Frutos en nueces arriñonadas, de 2 a 3.5 cm de largo, colgando de un pedúnculo curvo y carnoso en forma de ‘S’.
La especie crece a bajas y medianas elevaciones, en bosques secos, húmedos o muy húmedos de todo el país. Común en bosques ribereños a lo largo del curso de los ríos y los riachuelos, se adapta muy bien a suelos aluviales bien drenados. Deja caer parcialmente sus hojas durante la estación seca, pero las repone a inicios de la estación lluviosa. Antes de caer las hojas se tornan amarillas en la copa del árbol. Florece y fructifica de febrero a mayo. Algunas especies de murciélagos se alimentan de los pedúnculos maduros de los frutos y ayudan en la dispersión de las semillas.

## Descripción

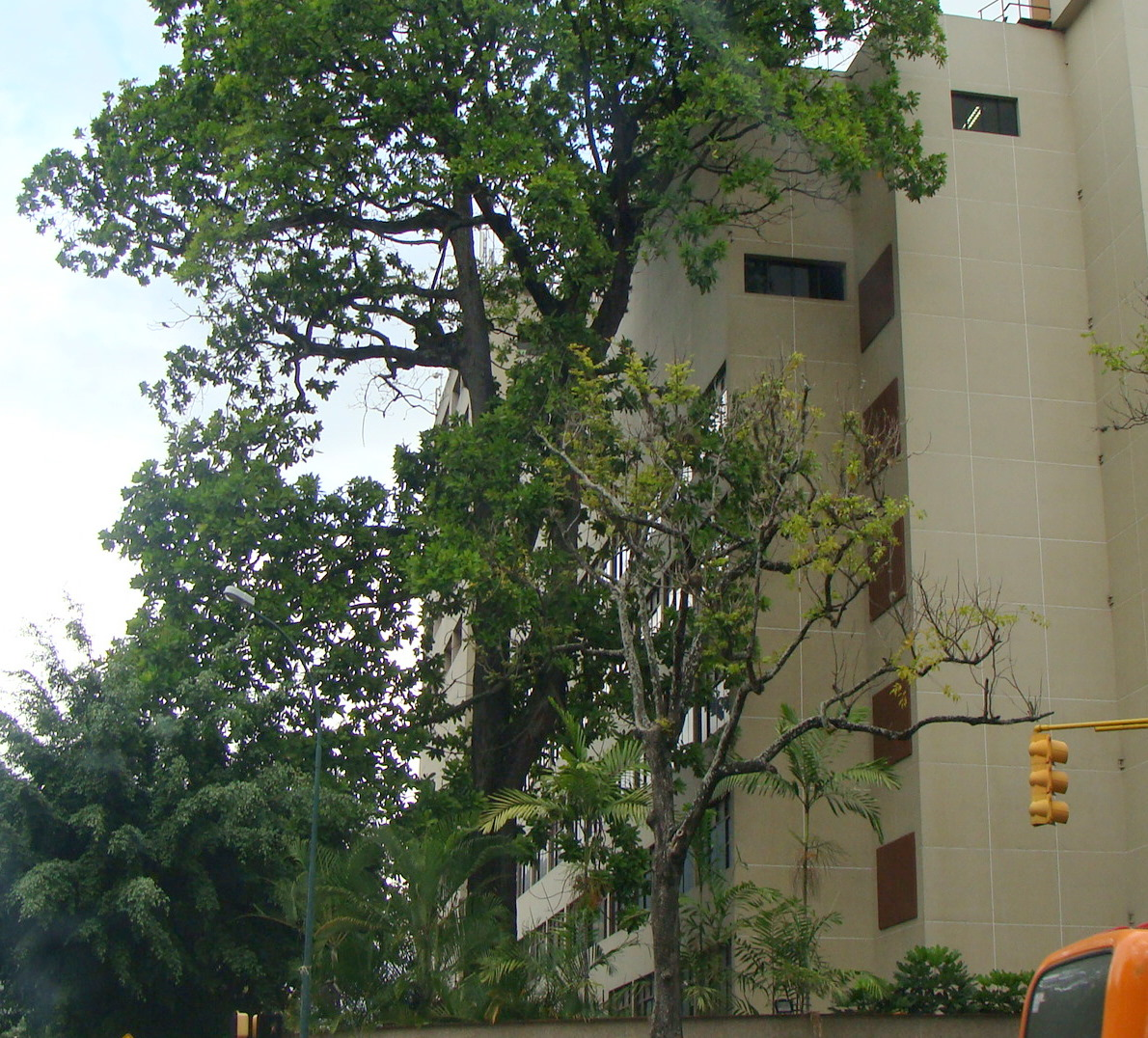
Un mijao (Anacardium excelsum) se destaca junto a un edificio en la urbanización Altamira, en Caracas.

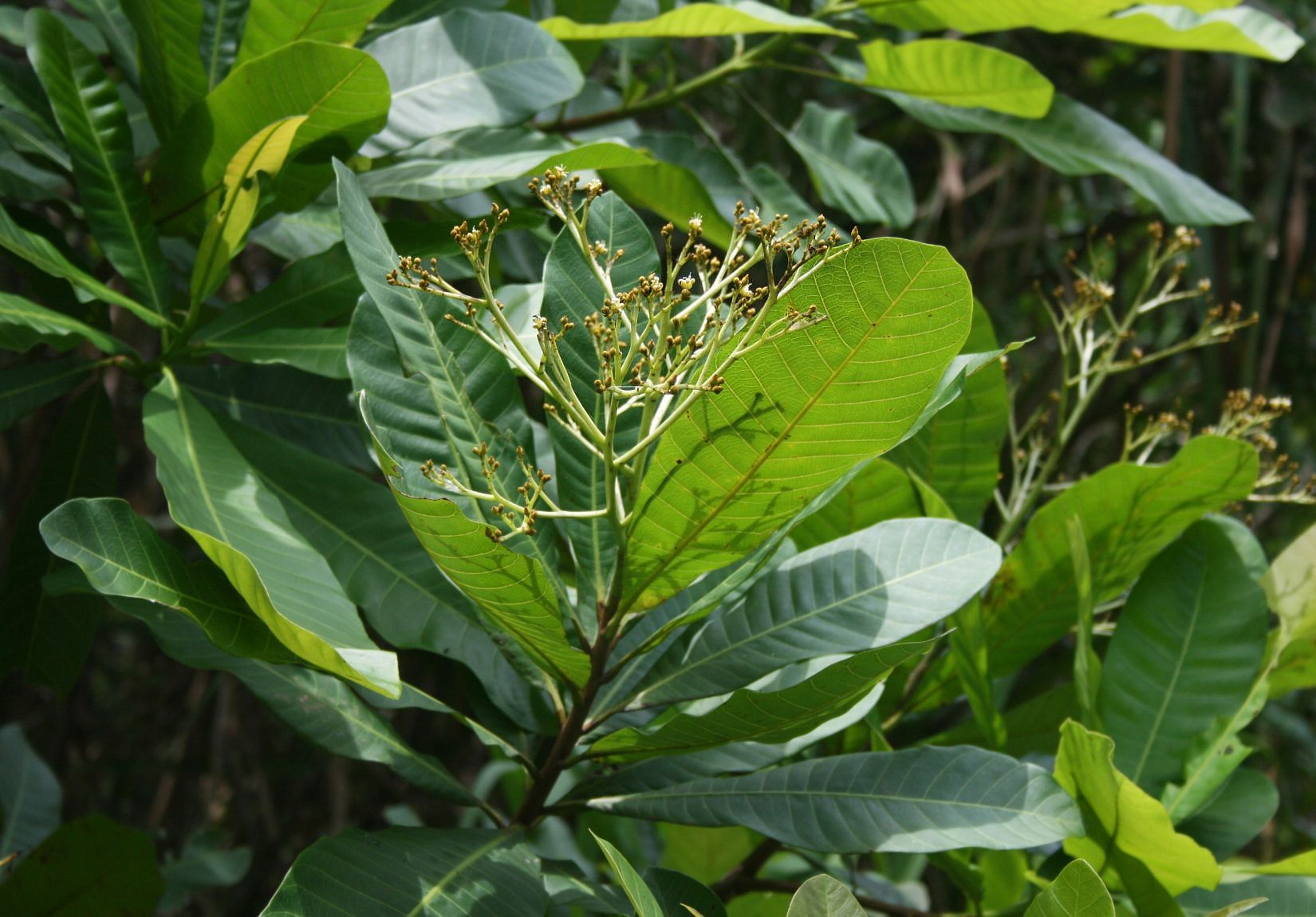
Hojas

Es un árbol grande perennifolio de hasta 45 m de altura, con un tronco recto y de color claro, a veces rosado, de hasta 3 m de diámetro. Hojas simples, alternadas, ovales, de 15-30 cm de largo y 5-12 cm de ancho. Flores en panícula de 35 cm de largo, cada pequeña flor es verde pálido a blanco (). Las flores viejas tornan a rosa y desarrollan una fragancia fuerte.
La fruta es una drupa que tiene 2-3 cm de largo, semejante en forma a un riñón. Madura en marzo, abril, mayo. Cruda, la fruta es tóxica, tostada o cocida, no.

## Taxonomía
Anacardium excelsum fue descrita por Carlos Linneo y publicado en The Illustrated Dictionary of Gardening, . . . 2: 107, en el año 1885. La especie tipo es: 
Etimología
Anacardium: nombre genérico que deriva de la palabra procedente del griego kardia = corazón, por la forma de su fruto.
excelsum: epíteto latino que significa "alta".
Sinónimos de Anacardium excelsum son
- Anacardium rhinocarpus DC.
- Rhinocarpus excelsa Bertero ex Kunth